# Aggressive Punk Produktionen
Aggressive Punk Produktionen ist ein deutsches Independent-Label, das sich auf deutschsprachigen Punk spezialisiert hat.

## Labelgeschichte
Aggressive Punk Produktionen wurde 2010 von Mathias Mieth (Concrete Jungle Records) und  Tobias Falarz (People Like You Records) gegründet. Der Labelname lehnt sich an die erfolgreiche, aber wegen ihrer zweifelhaften Geschäftspraktiken  umstrittenen Plattenfirma Aggressive Rockproduktionen an, das in den 1980ern aktiv war und zahlreiche Deutschpunk-Klassiker produziert hatte. Das Label gehört zu F&M Feral Media und hat seinen Sitz in Nürnberg. Der Vertrieb erfolgt in Deutschland, Österreich und der Schweiz über Edel und in den Benelux-Staaten über Sonic Rendezvous. Den digitalen Vertrieb betreut Kontor New Media.
Das Label gibt einen Sampler namens Aggropunk heraus, dessen dritter Teil am 18. Oktober 2013 erschien. Am 1. März 2019 erschien der vierte Teil der Sampler-Reihe, ausschließlich auf CD.

## Diskografie
| Band                | Titel                                            | Jahr | Format   | Code          |
| ------------------- | ------------------------------------------------ | ---- | -------- | ------------- |
| Popperklopper       | 20 Jahre Popperklopper – Best of CD und Live DVD | 2011 | CD/DVD   | 0205256AGP    |
| Sampler             | Aggropunk Vol. 1                                 | 2010 | CD       | AGP001        |
| Kotzreiz            | Du machst die Stadt kaputt                       | 2010 | LP, CD   | AGP002        |
| Rawside             | Widerstand                                       | 2010 | CD, LP   | AGP004        |
| Missbrauch          | Vorhang auf                                      | 2010 | CD       | AGP008        |
| The Stattmatratzen  | Egoshooter                                       | 2011 | CD, LP   | AGP009        |
| Sampler             | Aggropunk Vol. 2                                 | 2011 | CD       | AGP012        |
| Kotzreiz            | Punk bleibt Punk                                 | 2012 | CD, LP   | AGP021        |
| Kotzreiz            | Scheisse bleibt Scheisse                         | 2012 | 7"       | AGP024        |
| Rawside             | Gegen Deutschland                                | 2012 | MCD      | AGP007-2      |
| Toxoplasma          | Köter                                            | 2013 | CD, LP   | AGP028        |
| Popperklopper       | Wenn der Wind sich dreht                         | 2013 | CD, LP   | AGP026        |
| The Society Killers | Society Killers                                  | 2013 | 7"       | AGP027        |
| Sampler             | Aggropunk – Punk im Pott                         | 2013 | CD       | AGP029        |
| Sampler             | Aggropunk Vol. III – Die letzte Schlacht         | 2013 | CD       | AGP025        |
| Sampler             | We Love Real Punk Rock – Festival Edition 2013   | 2013 | Promo-CD | FMR001-2PROMO |
| Hass                | Kacktus                                          | 2014 | CD, LP   | AGP031        |
| Toxoplasma          | Same (Re-Release)                                | 2014 | CD, LP   | AGP030        |
| Slime               | Fick das Gesetz                                  | 2015 | 7"       | AGP034        |
| Popperklopper       | Wolle was komme                                  | 2017 | CD, LP   | AGP039        |
| Missstand           | I Can’t Relax in Hinterland                      | 2017 | CD       | AGP040        |